# Jeepster Records
Jeepster Records – brytyjska niezależna wytwórnia płytowa z główną siedzibą w Londynie.
W 2007 roku należeli do niej m.in. Kay Heath, Chris Dempsey, Jo D'Andrea, Stef D'Andrea i Sophie Line. W przeszłości albumy w Jeepster nagrywali m.in. Belle & Sebastian, Isobel Campbell i Snow Patrol.